# Diederik van Lynden
Diederic Wolter baron van Lynden (Amsterdam, 22 april 1917 - 's-Gravenhage, 5 februari 1990) was een Nederlands marine-officier en diplomaat.  

## Biografie
Van Lynden werd geboren als lid van de Gelderse adellijke familie Van Lynden. Hij is de tweede zoon van Jan Carel Elias baron van Lynden (1887-1946) en Maria Johanna de Clercq (1890-1977). Zijn vader was eerste ondervoorzitter van het Nederlandsche Roode Kruis en ook grootmeester van koningin Wilhelmina.Van Lynden diende vanaf 1937 bij de Koninklijke Marine als officier, en laatstelijk als luitenant.

## Oorlogsjaren
Bij de Duitse aanval op Nederland  was Van Lynden op 14 mei 1940 gewond geraakt. Hij werd gevangengenomen en omdat hij weigerde de Erewoordverklaring te ondertekenen, bracht hij de rest van de oorlog in krijgsgevangenschap door. Hij kwam op 17 november in Oflag VIII C Juliusburg aan. Daar waren al 650 Belgische officieren en een zestigtal Nederlanders. Van Lynden heeft herhaaldelijk geprobeerd om uit krijgsgevangenschap te ontkomen, maar zonder succes. Samen met Hans Larive deed hij op 2 april 1941 een poging Oflag VIII C verkleed als Belgische soldaten via de moestuin te ontvluchten. Ze werden ontdekt en teruggestuurd. 

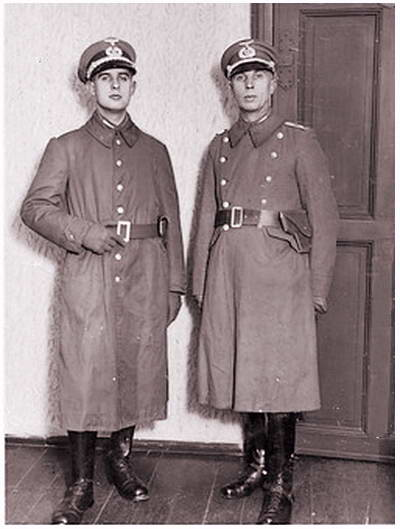
Van Lynden en Steenhouwer in 'Duitse' uniformen, dec. 1941

Op 21 juli 1941 werd de groep Nederlandse officieren overgeplaatst naar Slot Colditz, waar ze  op 24 juli per trein aankwamen. Op 15 december deed Van Lynden opnieuw een poging te ontsnappen, ditmaal met ritmeester E. Steenhouwer. Ze hadden Duitse uniformen nagemaakt, inclusief pistoolholsters van linoleum, maar vielen door de mand. Op 15 december deden ze wederom een poging om als Duitsers vermomd de poort te verlaten maar werden door de wacht herkend.
Op 11 maart 1942 probeerden Van Lynden en Squadron Leader Brian Paddon gekleed in Duitse uniformen te ontsnappen via de slaapzaal van de Duitse compagnie, die tijdens de wachtwisseling leeg was. Terwijl Paddon naar buiten kroop werden ze ontdekt.
In juni 1943 werd Van Lynden naar Stanislau overgeplaatst. Tijdens de reis sprong hij uit de trein en ontkwam. Later werd hij in een dorpje gearresteerd. Hij liet zich ontvallen dat hij uit Colditz kwam en werd daarheen teruggestuurd. 

## Na de oorlog
Van Lynden trad in 1949 in diplomatieke dienst en diende laatst van 1974 tot 1982 als ambassadeur te Bonn. Hij was voorzitter van de Stichting Nederlands Instituut voor Internationale Betrekkingen Clingendael en de Carnegie Stichting.  Hij is de vader van  Aernout van Lynden, oorlogscorrespondent.

## Onderscheidingen
- Bronzen Kruis, KB no 14 van 2 juni 1945
- Ridder in de Orde van de Nederlandse Leeuw
- Commandeur in de Orde van Oranje-Nassau